# Liste des ambassadeurs des États-Unis au Tchad
L'ambassadeur des États-Unis au Tchad est le représentant officiel du gouvernement des États-Unis auprès du gouvernement du Tchad . Ceci est une liste des ambassadeurs des États-Unis au Tchad.

## Ambassadeurs
- 9 janvier 1961 - 28 mai 1961 W. Wendell Blancke (en) (résident en République du Congo )
- janvier 1961 mai - 1961 Frederic L. Chapin (en) (par intérim)
- 28 mai 1961-1 avril 1963 John A. Calhoun (en)
- 12 août 1963-20 janvier 1967 Brewster H. Morris (en)
- 23 septembre 1967 - 9 mai 1969 Sheldon B. Vance (en)
- 21 août 1969 - 29 juin 1972 Terence Todman
- 6 décembre 1972 - 23 juin 1974 Edward W. Mulcahy (en)
- 7 décembre 1974 - 23 février 1976 Edward S. Little (en)
- 15 octobre 1976 - 19 juin 1979 William G. Bradford (en)
- 17 novembre 1979 - 24 mars 1980 Donald R. Norland (en) (ambassade fermée le 24 mars 1980)
- Janvier 1982 - mai 1983 John Blane (ambassade rouverte le 15 janvier 1982, en tant qu'officier principal et chargé d'affaires par intérim)[1]
- 27 mai 1983 - 23 juillet 1985 Jay P. Moffat (en)
- 2 septembre 1985 - 4 octobre 1988 John Blane (en)
- 15 octobre 1988 - 15 novembre 1989 Robert L. Pugh (en)
- 4 août 1990 - 21 juillet 1993 Richard Wayne Bogosian (en)
- 3 septembre 1993 26 - juin 1996 Laurence Everett Pape II (en)
- 12 septembre 1996 - 6 août 1999 David C. Halsted (en)
- 10 octobre 1999 - 16 janvier 2004 Christopher E. Goldthwait (en)
- 16 juin 2004 - 7 juillet 2007 Marc M. Wall (en)[2]
- 16 novembre 2007 - 2010 Louis J. Nigro, Jr. (en)
- 8 septembre 2010 - 2013 Mark M. Boulware
- 23 mai 2013 - 11 août 2016 James Knight (en)
- 9 sept. 2016 - 20 sept. 2018 Geeta Pasi (en)